# Utsikt från fönstret i Le Gras

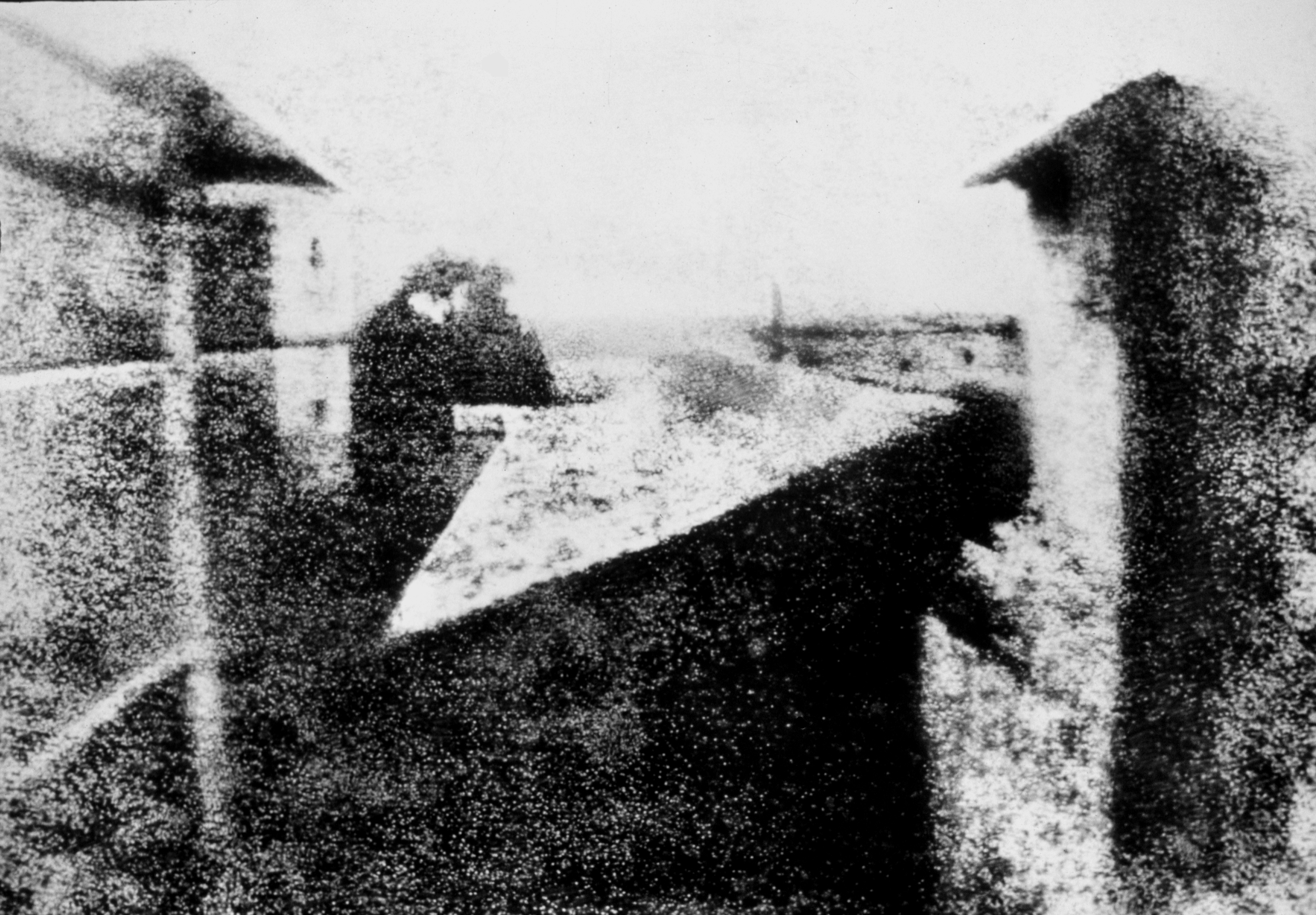
Världens första bevarade fotografiska verk (med kamera).

Utsikt från fönstret i Le Gras (franska: Point de vue du Gras) är det första bevarade fotografiska verket gjort med kamera. Det skapades av Nicéphore Niépce år 1826 vid Saint-Loup-de-Varennes. 
Niépce fångade bilden med en camera obscura och han kallade den heliographie, 'solteckning'. Det föreställde utsikten från hans arbetsrum på egendomen Gras nära Chalon-sur-Saône. Exponeringstiden var åtta timmar och plåten bestod av en tennplåt överdragen med en tunn hinna av bitumen, (en sorts asfaltlack) löst i lavendelolja. På grund av den långa exponeringstiden belyser solen båda sidorna av byggnaden.
Efter en misslyckad resa till Storbritannien för att visa upp den och väcka intresse hos Royal Society, gav han fotot till botanikern Francis Bauer. Fotot ställdes senast ut år 1898 och glömdes därefter bort. Helmut Gernsheim återfann fotot 1952.
År 1973 fick University of Texas plåten i gåva från Helmut Gernsheim i samband med att universitetet köpte hans stora fotografiska samling. Idag finns den på universitets Harry Ransom Humanities Research Center.